# Associazione Calcio Riunite Messina 1983-1984
Questa voce raccoglie i dati riguardanti l'Associazione Calcio Riunite Messina nelle competizioni ufficiali della stagione 1983-1984.

## Rosa
| N. |                   | Ruolo | Calciatore            |
| -- | ----------------- | ----- | --------------------- |
|    | Italia (bandiera) | P     | Vincenzo Di Palma     |
|    | Italia (bandiera) | P     | Gaetano Bruzzesi      |
|    | Italia (bandiera) | P     | Graziano Piagnerelli  |
|    | Italia (bandiera) | D     | Antonio Bellopede     |
|    | Italia (bandiera) | D     | Antonio Ceccarini     |
|    | Italia (bandiera) | D     | Massimo Colaprete     |
|    | Italia (bandiera) | D     | Gilberto Mancini      |
|    | Italia (bandiera) | D     | Carmelo Mancuso       |
|    | Italia (bandiera) | D     | Danilo Pierini        |
|    | Italia (bandiera) | C     | Carlo Della Volpe     |
|    | Italia (bandiera) | C     | Sergio Di Marzio      |
|    | Italia (bandiera) | C     | Gian Claudio Jannucci |

| N. |                   | Ruolo | Calciatore          |
| -- | ----------------- | ----- | ------------------- |
|    | Italia (bandiera) | C     | Antonio Magliocca   |
|    | Italia (bandiera) | C     | Massimo Pedrazzini  |
|    | Italia (bandiera) | C     | Enrico Venditelli   |
|    | Italia (bandiera) | C     | Giorgio Repetto     |
|    | Italia (bandiera) | C     | Riccardo Virgilio   |
|    | Italia (bandiera) | A     | Salvatore Caputo    |
|    | Italia (bandiera) | A     | Franco Caccia       |
|    | Italia (bandiera) | A     | Fabrizio Del Rosso  |
|    | Italia (bandiera) | A     | Salvatore Schillaci |
|    | Italia (bandiera) | A     | Massimo Rovellini   |
|    | Italia (bandiera) | A     | Pier Paolo Piras    |
|    | Italia (bandiera) | A     | Massimo Silva       |

## Risultati

### Serie C1

#### Girone di andata
| 18 settembre 1983 1ª giornata | Barletta | 1 – 0 | Messina |  |

| 25 settembre 1983 2ª giornata | Messina | 1 – 0 | Virtus Casarano |  |

| 2 ottobre 1983 3ª giornata | Ternana | 0 – 0 | Messina |  |

| 9 ottobre 1983 4ª giornata | Francavilla | 1 – 0 | Messina |  |

| 16 ottobre 1983 5ª giornata | Messina | 0 – 0 | Foggia |  |

| 23 ottobre 1983 6ª giornata | Siena | 1 – 0 | Messina |  |

| 30 ottobre 1983 7ª giornata | Messina | 0 – 0 | Bari |  |

| 6 novembre 1983 8ª giornata | Benevento | 0 – 0 | Messina |  |

| 13 novembre 1983 9ª giornata | Messina | 1 – 1 | Akragas |  |

| 20 novembre 1983 10ª giornata | Campania | 1 – 1 | Messina |  |

| 27 novembre 1983 11ª giornata | Messina | 1 – 1 | Rende |  |

| 4 dicembre 1983 12ª giornata | Casertana | 0 – 0 | Messina |  |

| 11 dicembre 1983 13ª giornata | Messina | 1 – 0 | Civitanovese |  |

| 18 dicembre 1983 14ª giornata | Messina | 4 – 1 | Salernitana |  |

| 8 gennaio 1983 15ª giornata | Taranto | 2 – 0 | Messina |  |

| 15 gennaio 1983 16ª giornata | Messina | 2 – 0 | Foligno |  |

| 22 gennaio 1983 17ª giornata | Cosenza | 2 – 1 | Messina |  |

#### Girone di ritorno
| 29 gennaio 1984 18ª giornata | Messina | 2 – 1 | Barletta |  |

| 5 febbraio 1984 19ª giornata | Casarano | 2 – 1 | Messina |  |

| 12 febbraio 1984 20ª giornata | Messina | 0 – 0 | Ternana |  |

| 19 febbraio 1984 21ª giornata | Messina | 0 – 0 | Francavilla |  |

| 26 febbraio 1984 22ª giornata | Foggia | 3 – 0 | Messina |  |

| 4 marzo 1984 23ª giornata | Messina | 2 – 1 | Siena |  |

| 11 marzo 1984 24ª giornata | Bari | 2 – 0 | Messina |  |

| 18 marzo 1984 25ª giornata | Messina | 1 – 1 | Benevento |  |

| 1º aprile 1984 26ª giornata | Akragas | 0 – 0 | Messina |  |

| 8 aprile 1984 27ª giornata | Messina | 1 – 3 | Campania |  |

| 15 aprile 1984 28ª giornata | Rende | 1 – 1 | Messina |  |

| 29 aprile 1984 29ª giornata | Messina | 2 – 1 | Casertana |  |

| 6 maggio 1984 30ª giornata | Civitanovese | 1 – 0 | Messina |  |

| 13 maggio 1984 31ª giornata | Salernitana | 1 – 1 | Messina |  |

| 20 maggio 1984 32ª giornata | Messina | 1 – 0 | Taranto |  |

| 27 maggio 1984 33ª giornata | Foligno | 2 – 3 | Messina |  |

| 3 giugno 1984 34ª giornata | Messina | 1 – 1 | Cosenza |  |